# Neulömischau
Neulömischau, obersorbisch Nowy Lemišow, ist eine Siedlung der sächsischen Gemeinde Malschwitz im Landkreis Bautzen, die von fünf Familien bewohnt wird und unter dem Namen Ziegenfauze (sorbisch Kozołka) bekannt ist. Sie zählt zum offiziellen sorbischen Siedlungsgebiet in der Oberlausitz.

## Lage
Der Ausbau Ziegenfauze/Neulömischau befindet sich etwa einen Kilometer nördlich von Lömischau am Rande der Warthaer Heide. Der Spreeradweg führt durch den Ort.

## Geschichte
Die Geschichte von Ziegenfauze beginnt 1908 mit der Gründung einer Baustofffirma durch Johann Schneider (sorb. Jan Krawc) und seinen Schwager Grohmann auf ca. 5 Hektar Sandboden. Dort entstanden nach Auskunft des Schriftstellers Christian Schneider (Křesćan Krawc), einem Enkel Johann Schneiders, zeitgleich das Wohnhaus der Grohmanns und ein scheunenartiger Bau für den Beginn der Baustoffproduktion. Das zweite Wohnhaus entstand 1924 für Paul Schneider, der als Besitzer der Baustofffabrik viele Zwangsarbeiter und Kriegsgefangene aus dem Kleinsaubernitzer Lager beschäftigte. Das fünfte und jüngste Wohnhaus wurde nach dem Krieg errichtet.
Pallmanns Fuhrunternehmen entwickelte sich unabhängig von der Baustofffabrik. Des Weiteren entstanden Datschen.

## Ortsname Ziegenfauze

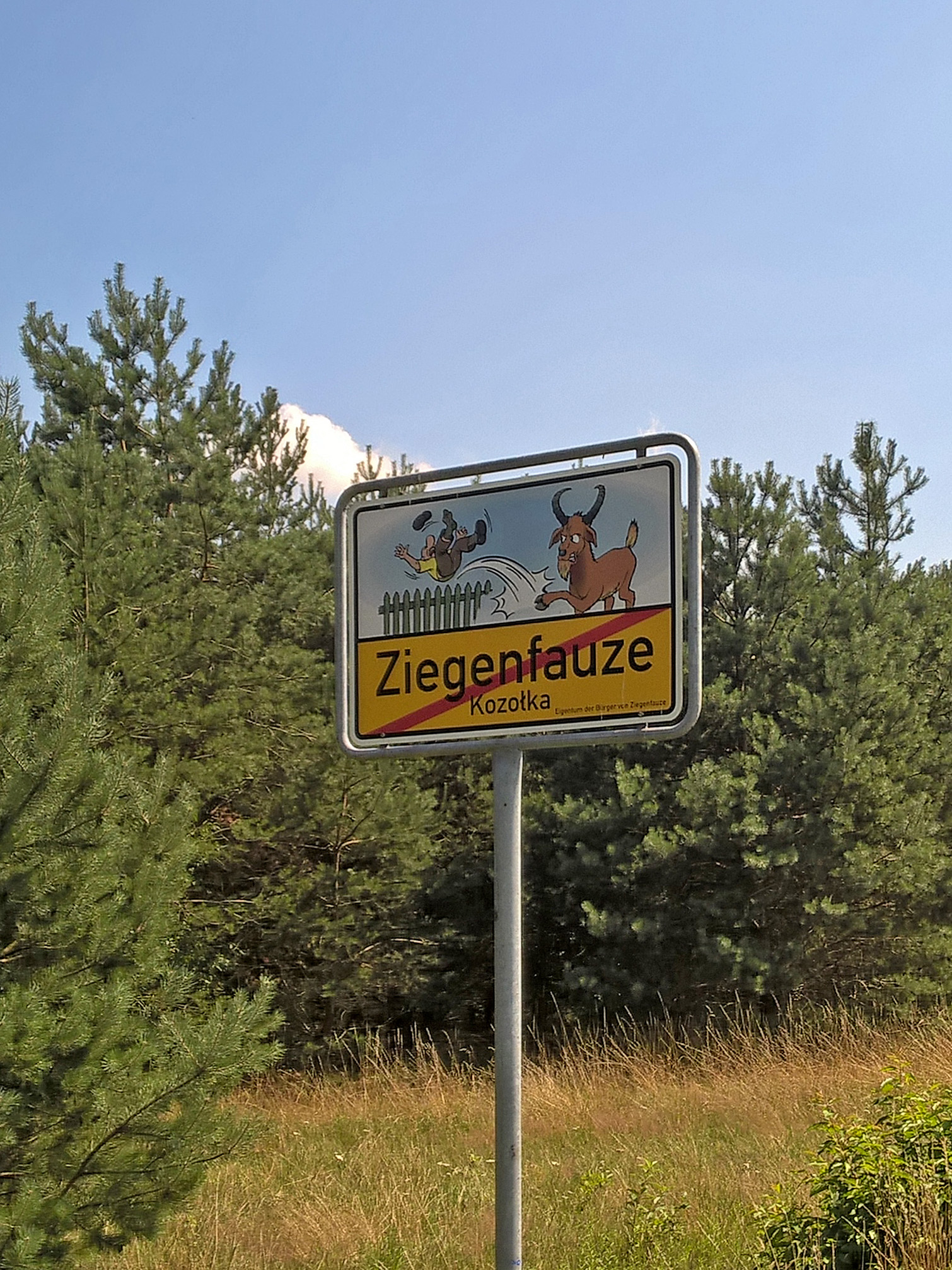
Inoffizielles Ortsschild von Ziegenfauze

Den Ortsnamen „Ziegenfauze“ gibt es dreimal in der Oberlausitz, jedoch ist Neulömischau der einzige Ort, der auch offiziell so hieß. Auf Karten der 1930er Jahre wurde der Ort mit diesem Namen dargestellt. Der Grund für die Namensgebung lässt sich heute nicht mehr schlüssig klären. Der Spottname soll vermutlich auf Ziegenhaltung seiner Bewohner verweisen.
Nach dem Willen Johann Schneiders sollte der Name „Ziegenfauze“ kurz nach der Firmengründung aus zweierlei Gründen wieder verschwinden: Kunden belächelten seine Geschäftspost aus „Ziegenfauze“ und das Wort ließ sich nicht so recht ins Sorbische übersetzen. Er taufte den Ort daher kurzerhand in „Neulömischau“ um. Der Name konnte sich aber nie richtig durchsetzen, weswegen der Ort zwar offiziell Neulömischau heißt, in vielen Dokumenten und Druckerzeugnissen aber auch als „Ziegenfauze/Neulömischau“ oder nur „Ziegenfauze“ bezeichnet wird.
Zum Ursprung des Namens Ziegenfauze existieren sowohl für Neulömischau als auch für Neukubschütz recht ähnliche Geschichten. Die Lömischauer Legende, wonach ein Mann von seiner Ehefrau Fauzn (= Backpfeifen) bekam, als er betrunken mit der ungedeckten Ziege heimkam, weil er das für den Bocksprung vorgesehene Geld bereits im Gasthaus von Lömischau vertrunken hatte, wurde von Zeitzeugen nie bestätigt.

## Vermischtes
Auf private Initiative wurde 1998 in Ziegenfauze ein besonderes Ortsausgangsschild mit Ziegenmotiv aufgestellt, das sich zu einer touristischen Attraktion entwickelte und Anlass für das alljährlich am 2. Oktober stattfindende „Schildfest“ ist.
Tags darauf, am 3. Oktober, feiern die Einwohner von Neulömischau zusammen mit ihren Nachbarn aus Wartha, Lömischau, Zimpel und Tauer an einer Distanzsäule im Kiefernwald das „Wackelsteinfest“.
Christian Schneiders autobiografischer Roman „Das Ende vom Paradies“, der 2009 auf Sorbisch sowie 2014 auf Deutsch im Domowina-Verlag in Bautzen erschien (ISBN 978-3-7420-2236-3), beruht auf der Geschichte der sorbischen Familie Schneider-Krawc und handelt in weiten Teilen vom Leben in Neulömischau.

## Weiterführende Literatur und Nachweise
1. ↑  Neulömischau im Geoportal des Landkreises Bautzen, abgerufen am 7. August 2016.
2. 1 2  Malschwitz. In: Gemeinde Malschwitz (Hrsg.): Malschwitz und seine Ortsteile stellen sich vor. mediaprint infoverlag, Augsburg 2014, Lömischau (Lemišow), S. 10 (total-lokal.de [PDF]).
3. 1 2 3 4 5 6  Siegfried Rössel: 3 x Ziegenfauze. In: Frank Stübner (Hrsg.): Oberlausitzer Hausbuch 2000. Lusatia Verlag, Bautzen 1999, ISBN 3-929091-66-6, S. 146 f.
4. ↑  Oberlausitzer Heide- und Teichlandschaft (= Werte der deutschen Heimat. Band 67). 1. Auflage. Böhlau, Köln/Weimar/Wien 2005, ISBN 978-3-412-08903-0, S. 297.
5. 1 2 3  Carmen Schumann: Ärger in Ziegenfauze. In: Sächsische Zeitung. Landkreis Bautzen. 3. August 2016, S. 13 (sächsische.de).
6. ↑  Ziegnfauze. In: Oberlausitzer Wörterbuch. Hans Klecker, archiviert vom Original am 14. März 2016; abgerufen am 5. August 2016.
7. ↑  Ein Foto des Ortsausgangsschildes findet sich bei Panoramio: Paul Toto: Ziegenfauze. 20. Februar 2011, archiviert vom Original am 5. August 2016; abgerufen am 5. August 2016.
8. ↑  Miriam Schönbach: Ein großes Stück Leben. In: Sorbenland.info. Landkreis Bautzen. 16. März 2013 (online (Memento vom 7. August 2016 im Webarchiv archive.today)).
Torsten Richter-Zippack: Fürs Sorbischsprechen in der Schule gab's eine "Fauze". In: Lausitzer Rundschau. Weißwasser 16. Februar 2016 (online (Memento vom 7. August 2016 im Webarchiv archive.today)).